# 능곡고등학교
능곡고등학교(陵谷高等學校)는 대한민국 경기도 고양시 덕양구 토당동에 있는 공립 고등학교이다.

## 학교 연혁
- 1961년 12월 3일 : 초대 이환 교장 취임
- 1962년 1월 27일 : 능곡 고등학교 설립 인가(보통과 3학급, 정원 150명 모집)
- 1962년 3월 1일 : 개교(6학급 인가)
- 1965년 1월 28일 : 제1회 49명 졸업
- 1967년 10월 5일 : 능곡 공업고등학교로 학칙 변경(건축과 3학급)
- 1972년 12월 1일 : 능곡 고등학교로 학칙 변경
- 1976년 12월 26일 : 능곡 종합고등학교로 학칙변경(보통과 9, 상업과 6)
- 1997년 3월 1일 : 능곡 고등학교로 학칙변경(인문계 고등학교로 변경)
- 1997년 4월 25일 : 학교운동부(축구부) 창단
- 1997년 12월 5일 : 교실 증축 공사(도서실 2.5실 외 특별교실 5.5실)
- 1998년 12월 30일 : 급식소 증축 공사 완공(72평)
- 2004년 12월 19일 : 신관 증축 공사 완공
- 2015년 5월 18일 : 라온관(체육관) 개관
- 2023년 9월 1일 : 제22대 전병웅 교장 취임
- 2024년 1월 4일 : 제60회 228명 졸업(총 15,657명 졸업)
- 2024년 3월 4일 : 신입생 250명 입학

## 참고 자료
- 능곡고등학교 - 한국교육학술정보원 학교알리미